# Макарово (Завьяловский район)
Макарово — деревня в Завьяловском районе Удмуртской Республики Российской Федерации.

## География
Деревня расположена на правом берегу реки Кама, в месте слияния небольших речек Макаровка и Касьяновка, возле региональной трассы 94К-11 Сарапул-Воткинск, в 5 км на юг от села Гольяны, в 35 км к юго-востоку от центра Ижевска и в 22 км к востоку от районного центра.

### Географическое положение
Ближайшие населённые пункты в радиусе пяти километров
- д. Коновалово (↓ 2.6 км)
- к. Макаровский (→ 3.3 км)
- д. Голованово (↙ 3.9 км)
- Сенюшинский барак (↘ 4.5 км)
- д. Полухи (← 4.6 км)
- д. Пислеги (↓ 4.6 км)
- д. Шутемы (↖ 4.9 км)

## История

### Административно-территориальная принадлежность
До 25 июня 2021 года входила в состав Гольянского сельского поселения, упразднённое в связи с преобразованием муниципального района в муниципальный округ.

## Население
| 2010 | 2012 |
| ---- | ---- |
| 131  | ↘128 |

### Историческая численность населения
По данным 1928 года в Макарово проживало 698 человек.

### Национальный и гендерный состав
Согласно результатам переписи 2002 года, в национальной структуре населения русские составляли 95 % из 147 чел., из них 81 мужчин, 66 женщин.

## Инфраструктура
Личное подсобное хозяйство.

## Транспорт
Деревня доступна автотранспортом.  